# Spheciospongia vesparium
Spheciospongia vesparium ist ein zylinderförmiger, als Jugendform amorpher Schwamm. Er ist in der Karibik und im westlichen Zentralatlantik vor den Küsten der USA verbreitet.

## Merkmale
Die schwarze, durch Spongineinlagerungen ledrig wirkende Oberfläche von Spheciospongia vesparium lässt sich nur wenig zusammendrücken. Spheciospongia gehört zu den Hornkieselschwämmen, deren Skelett von verkieselten Spikeln gebildet wird. Diese geben dem Schwamm seine Festigkeit, so dass er sich wie ein Bienenkorb zwischen den Korallen erheben kann. Junge Exemplare findet man auf Sand oder Kies als krustenartigen schwarzen Überzug mit mehreren kraterförmigen Erhebungen, auf denen sich die Oscula (Strömungsöffnungen) befinden. Ältere Schwämme dieser Art bilden zylindrische bis kugelförmige, 30 cm bis über einen Meter hohe Gebilde mit nur einem oder zwei großen, dicklippigen Atrien, denen das Wasser entströmt. Darüber hinaus gibt es auf der gesamten Oberfläche zahlreiche Areale mit kleinen Oscula als Einströmöffnungen. Im Inneren ist Spheciospongia vesparium von dunkelgrauer Farbe. Das Artepitheton vesparium beschreibt die Form des Schwamms von der Art eines großen Wespennestes. 
Spheciospongia verankert sich im Substrat durch Auflösung des Kalkgrunds. Dies erfolgt chemisch, größtenteils aber mechanisch durch Abtransport mikroskopisch kleiner Kalkplättchen. Dadurch können im Kalk Ausläufer gebildet werden, der Schwamm kann eine große Fläche einnehmen.
Wegen der Ausmaße älterer Exemplare gilt er im Guinness-Buch der Rekorde als der größte Schwamm.

## Verbreitung
Spheciospongia vesparium ist in der gesamten Karibik und im westlichen Atlantik in den Korallenriffen in einer Tiefe von 2 Metern bis 18 Metern verbreitet. Oft wird nur sein Vorkommen in den Gewässern vor den Westindischen Inseln und Floridas erwähnt. Die Funde vor den Küsten Mittel- und Südamerikas, zum Beispiel vor Panama und Belize, wurden oft als eigene Arten angesehen und mit Synonymen benannt.

## Lebensraum
Mit der Tiefe, in der Spheciospongia vesparium vorkommt, kann auch die Zusammensetzung der im Schwamm lebenden Fauna variieren. Einige Spezies dieser Fauna, vor allem kleine Fische, kommen nur innerhalb des Schwamms vor, andere, zum Beispiel verschiedene Arten von Hüpferlingen verlassen ihn von Zeit zu Zeit durch die Oscula, bleiben aber stets in der Nähe.
Sie können bei Gefahr durch die Öffnungen schnell wieder in den Schwamm gelangen. Er bietet den Tieren Schutz und versorgt sie über seinen ständig anhaltenden Wasserstrom mit Nahrung.
Glasharte, spitze Skelettnadeln, die Spicula, schützen den Schwamm vor Fressfeinden. Während der Schwamm für Fische in den Korallenriffen, die ihn versehentlich als Nahrung aufnehmen, tödlich ist, kann er von der Karibischen Karettschildkröte (Eretmochelys imbricata imbricata) verdaut werden. Spheciospongia vesparium gehört zu den Nahrungsquellen dieser im Riff lebenden Meeresschildkröten.